# VfL Germania Leer
Der VfL Germania Leer ist ein traditionsreicher Sportverein aus Leer in Ostfriesland mit insgesamt etwa 900 Mitgliedern. Seit 2019 spielt der Verein in der Landesliga Weser/Ems. Heimspielstätte ist das Hoheellern-Stadion in der Leeraner Oststadt.
In den 1930er Jahren war Germania drei Spielzeiten in der Oberliga Weser/Jade, der damals höchsten deutschen Fußballklasse, vertreten. In den 1950er und 1960er Jahren spielte der Verein mehrere Jahre in der Amateur-Oberliga, seinerzeit die zweithöchste Spielklasse.

## Geschichte
Am 12. September 1915 erfolgte die Gründung des Vereins, der zunächst ein reiner Fußballclub war und dementsprechend „FC Germania Leer“ hieß. Die Vereinsfarben waren bei der Gründung blau und weiß. Am 31. Oktober 1915 fand das erste offizielle Spiel statt: Germania Leer unterlag Germania Papenburg mit 1:6. 1920 wurde Germania in den Niedersächsischen Fußballverband (NFV) aufgenommen. Aus Dankbarkeit an den größten Gönner des Vereins, den Grafen von Wedel, wechselte Germania im Jahre 1925 die Vereinsfarben. Aus Blau-Weiß wurde Blau-Gelb, da das Familienwappen der Wedels diese Farben enthält.
1925 wurde aus dem reinen Fußballverein FC Germania Leer mit Einführung der Leichtathletik-Abteilung ein Mehr-Sparten-Verein. Dementsprechend wurde der Club in VfL (Verein für Leibesübungen) Germania Leer umbenannt. Die bekannteste Leichtathletik-Persönlichkeit war die ehemalige Fünfkampf-Weltrekordhalterin Lena Stumpf, die 1948 für den Verein startete. 1930 schaffte Germania den Aufstieg in die damals höchste Fußballklasse – die nordwestdeutsche Oberliga Weser/Jade. Hier traf man auf namhafte Teams wie den Bremer SV und Werder Bremen. In ihrer ersten Oberliga-Saison wären die Leeraner beinahe direkt wieder abgestiegen, konnten sich aber über die Relegationsspiele gegen den VfB Lehe noch den Klassenverbleib sichern. In den folgenden Spielzeiten war Germania Leer in der Oberliga fest etabliert, so gelang bereits am 18. Oktober 1931 ein historischer 1:0-Sieg bei Werder Bremen. Die beste Platzierung erreichte der Verein in der Saison 1932/33 mit dem 4. Tabellenplatz.
Zur Saison 1946/47 wurde die erstklassige Oberliga Niedersachsen-Nord eingerichtet, wo Germania Leer unter anderem gegen VfB Oldenburg, VfL Osnabrück und Werder Bremen spielte. Da die Qualifikation für die zur Saison 1947/48 neu geschaffene Oberliga Nord deutlich verfehlt wurde, spielte Germania anschließend zwei Jahre in der Landesliga Weser/Ems, bevor 1949 der Abstieg in die Drittklassigkeit hingenommen werden musste. Im Jahr 1953 wurde Germania Leer mit sechs Punkten Vorsprung Meister der Amateurliga 1, musste sich allerdings in der Aufstiegsrunde gegen den TSV Verden und die Sportfreunde Oesede geschlagen geben. 1956 wurde Germania erneut Meister; diesmal setzten sich die Leeraner in der Aufstiegsrunde durch und stiegen in die damals zweithöchste Spielklasse, die Amateuroberliga Niedersachsen-West, auf. Auf diesem Niveau spielte der VfL durchgehend bis 1963 und belegte bis auf die Saison 1962/63 immer einen einstelligen Tabellenplatz. Erst 1963/64 wurde der Verein wegen der Reorganisation der Ligen infolge der Bundesligagründung wieder drittklassig.
1959 verpflichtete der VfL Germania Leer aufgrund einer Empfehlung Hennes Weisweilers Horst Witzler als Trainer, der später unter anderem die Bundesligavereine Borussia Dortmund und Rot-Weiss Essen trainierte. Ein Jahr später entdeckte Werder-Trainer Georg Knöpfle beim Leeraner 3:0-Erfolg über den TSR Wilhelmshaven Sepp Piontek, der es später zum deutschen Nationalspieler bringen sollte. Nach dem Ende seiner Spielerlaufbahn wurde  Piontek unter anderem Nationaltrainer von Haiti, Dänemark und der Türkei. Später trainierte der Ex-Germane noch die Nationalelf von Grönland. 1977 errang Germania Leer unter Trainer Bata Tijanic die Meisterschaft in der Verbandsliga Nord. In der anschließenden Aufstiegsrunde setzte sich der VfL gegen den SVG Göttingen 07, den SC Twistringen und den MTV Gifhorn durch. Im Jahr darauf erreichte der VfL Germania das Entscheidungsspiel um die Landesligameisterschaft, welches man gegen den VfB Peine mit 0:1 verlor. Dennoch qualifizierte sich der Verein für die Aufstiegsrunde zur damals höchsten Amateurklasse, der Oberliga Nord. In dieser Relegationsrunde scheiterte die Tijanic-Elf jedoch am Bremer SV, am VfR Neumünster sowie am ASV Bergedorf 85. Die Partie gegen Bergedorf sahen 4.500 Zuschauer am Hoheellernweg.
Im November 2009 zog sich Germania Leer wegen fehlender Geldmittel aus der Oberliga Niedersachsen West zurück. Nach der Konsolidierung schaffte der Verein 2012 den Aufstieg in die Landesliga Weser/Ems. Vier Jahre später ging es wieder hinunter in die Bezirksliga, ehe 2019 der Wiederaufstieg in die Landesliga gelang. Im Jahre 2022 stieg die Germania wieder in die Bezirksliga ab.

## Spielstätte

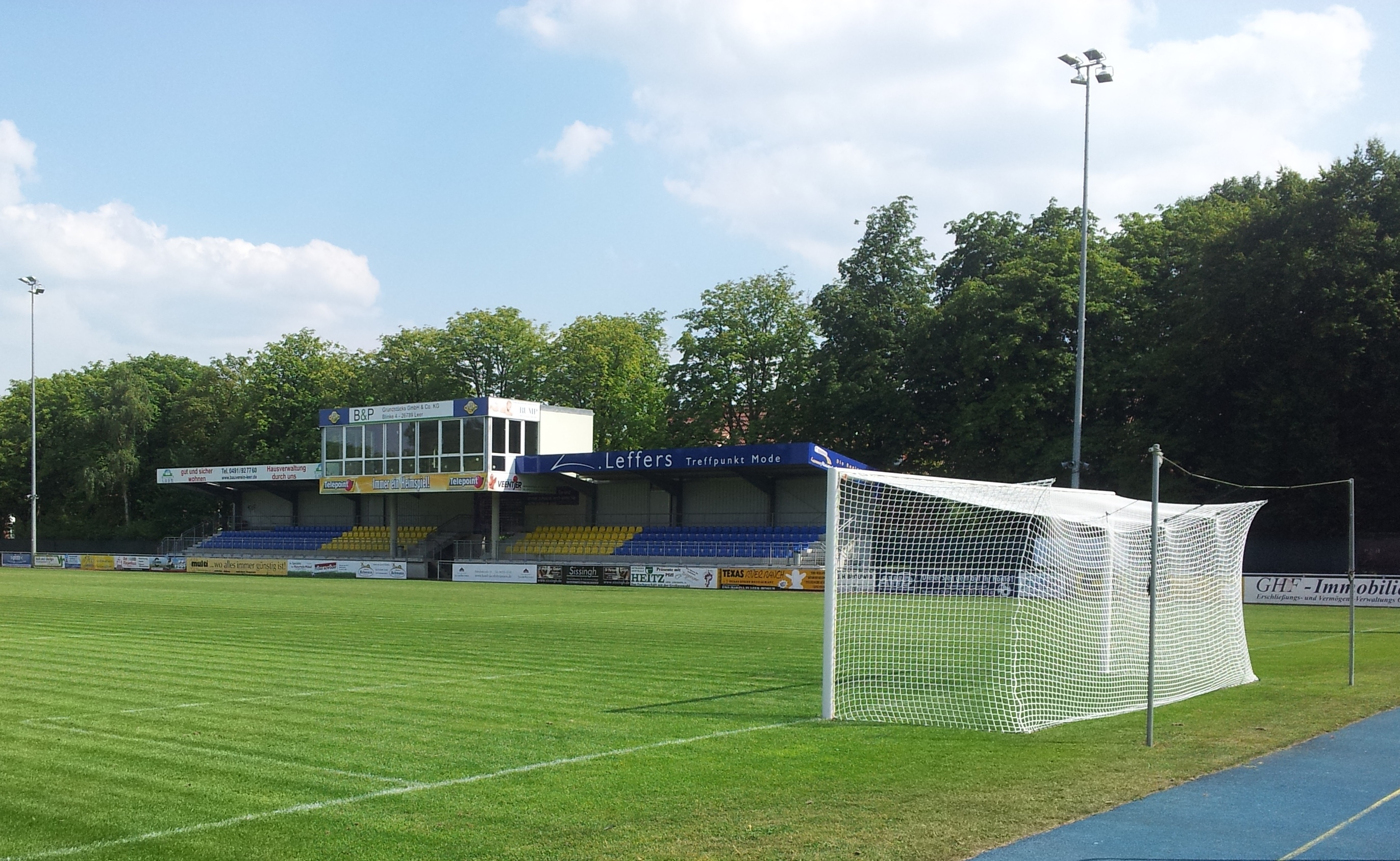
Das Stadion des VfL Germania Leer

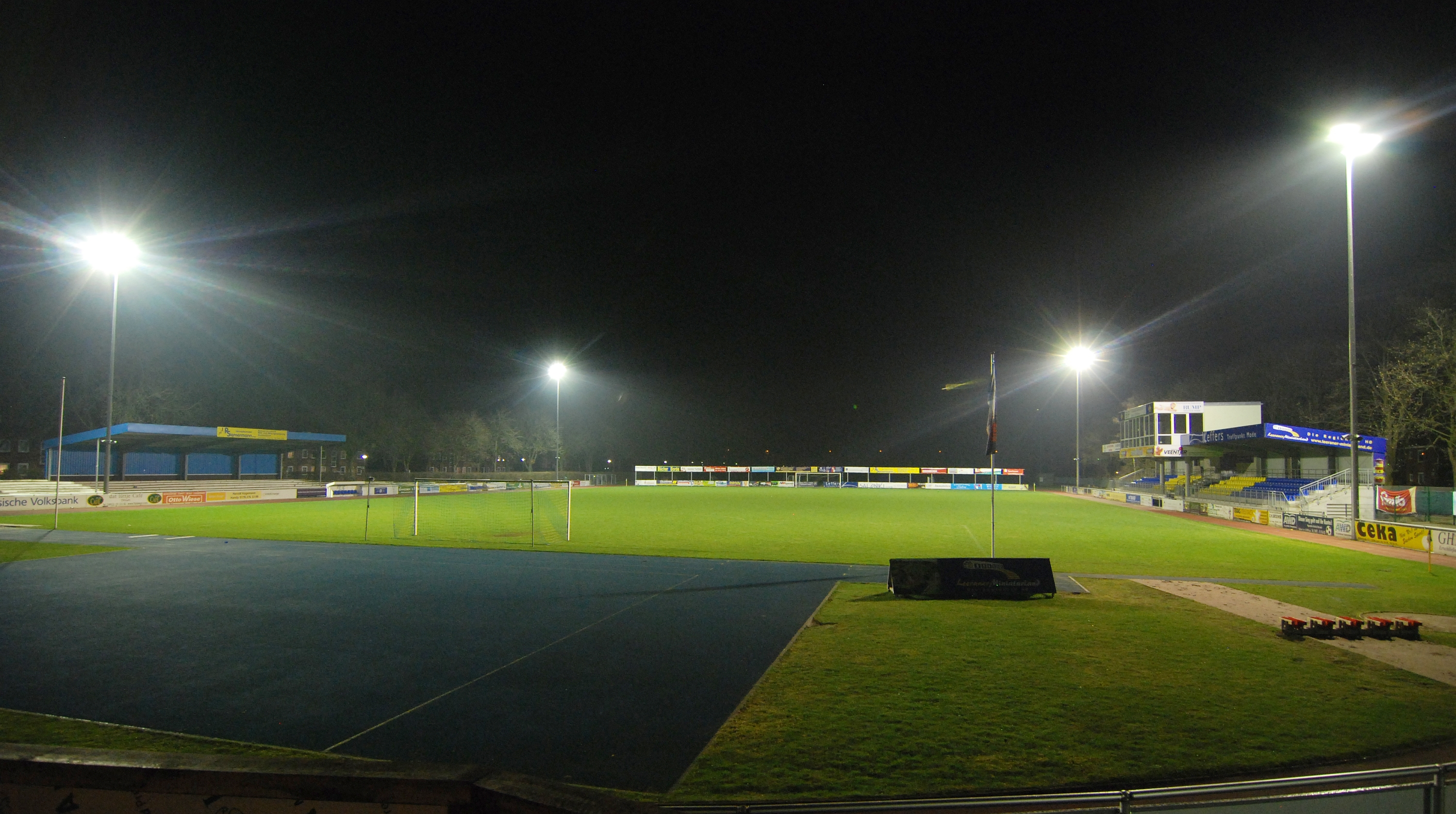
Panorama-Ansicht unter Flutlicht

Spielstätte ist das Hoheellern-Stadion in Leer, welches am 5. Juni 1932 mit einem Freundschaftsspiel gegen Altona 93 offiziell eingeweiht wurde. Ehrenmitglied Graf von Wedel half dem Verein, indem er das Gelände zunächst an Germania verpachtete. Später kaufte der VfL das Gelände, das auch heute noch in Vereinsbesitz ist.
Am 9. September 2005 wurde die 180 Lux starke Flutlichtanlage mit vier Masten und insgesamt 16 Strahlern in Betrieb genommen. Die Zuschauer können die Spiele seit Juni 2007 von einer überdachten Stehtribüne aus verfolgen. Seit der Saison 2008/2009 gibt es im Stadion eine neue Haupttribüne mit ca. 300 überdachten Sitzplätzen sowie einem separaten Block für die aktiven Fans der Basis Leer. Der Ausbau der Funktionsbereiche, welche in die Haupttribüne integriert werden sollen, befindet sich noch in Planung.
Der Zuschauerrekord im Hoheellern-Stadion von 5.962 Besuchern wurde am 14. Oktober 1956 beim Amateuroberligaspiel gegen den VfB Oldenburg verzeichnet. Danach lag die Rekordmarke bei 4.500 Besuchern, die am 21. Mai 1978 das Oberliga-Aufstiegsrundenspiel gegen Bergedorf 85 sehen wollten. Bei den Testspielen zogen die Partien gegen Werder Bremen die meisten Zuschauer an: 5.500 Besucher am 27. September 1988 und 4.800 Besucher am 10. Juli 2006.

## Erfolge
- 1930 Aufstieg in die Oberliga Weser/Jade (damals die höchste deutsche Spielklasse)
- 1956 Aufstieg in die Amateuroberliga Niedersachsen-West (damals die zweithöchste deutsche Spielklasse)
- 1975 Bezirkspokalsieger sowie Vizemeister der Verbandsliga Nord
- 1977 Meister der Verbandsliga Nord und Aufstieg in die Landesliga Niedersachsen
- 1978 Qualifikation für die Aufstiegsrunde zur damals höchsten Amateurklasse, der Oberliga Nord
- 1992, 2000, 2003, 2005, 2007 Landesliga-Meister (Bezirksmeister Weser-Ems)
- 2008 Qualifikation für die Oberliga Niedersachsen West

## Ligenverlauf und Saisondaten
| Saison  | Name der Spielklasse               | Liga  | Trainer                              | Platz | Tore   | Punkte   |
| ------- | ---------------------------------- | ----- | ------------------------------------ | ----- | ------ | -------- |
| 1956/57 | Amateuroberliga Niedersachsen-West | II    | Friedrich Kruck                      | 07.   | 48:48  | 27:29    |
| 1957/58 | Amateuroberliga Niedersachsen-West | II    | Friedrich Kruck                      | 05.   | 60:65  | 32:28    |
| 1958/59 | Amateuroberliga Niedersachsen-West | II    | Friedrich Kruck                      | 08.   | 55:63  | 29:31    |
| 1959/60 | Amateuroberliga Niedersachsen-West | II    | Horst Witzler                        | 06.   | 77:57  | 38:22    |
| 1960/61 | Amateuroberliga Niedersachsen-West | II    | Horst Witzler                        | 09.   | 56:60  | 28:32    |
| 1961/62 | Amateuroberliga Niedersachsen-West | II    | Horst Witzler                        | 06.   | 78:70  | 32:28    |
| 1962/63 | Amateuroberliga Niedersachsen-West | II    | Friedrich Kruck                      | 13.   | 44:85  | 20:40    |
| 1963/64 | Amateuroberliga Niedersachsen-West | III 1 | Gerd Ihns                            | 08.   | 48:56  | 27:29    |
| 1964/65 | Landesliga Niedersachsen           | III   | Gerd Ihns / Wilhelm Brüdern          | 18.   | 43:118 | 07:61    |
| 1965/66 | Verbandsliga Nord                  | IV    | Wilhelm Brüdern                      | 11.   | 60:59  | 28:32    |
| 1966/67 | Verbandsliga Nord                  | IV    | Wilhelm Brüdern                      | 02.   | 78:43  | 40:20    |
| 1967/68 | Verbandsliga Nord                  | IV    | Wilhelm Brüdern                      | 08.   | 54:50  | 29:31    |
| 1968/69 | Verbandsliga Nord                  | IV    | Benno Hemmen                         | 13.   | 39:58  | 24:36    |
| 1969/70 | Verbandsliga Nord                  | IV    | Benno Hemmen                         | 12.   | 43:51  | 27:33    |
| 1970/71 | Verbandsliga Nord                  | IV    | Benno Hemmen / Gerd Ihns             | 15.   | 32:52  | 25:35    |
| 1971/72 | Verbandsliga Nord                  | IV    | Gerd Ihns                            | 14.   | 40:54  | 27:33    |
| 1972/73 | Verbandsliga Nord                  | IV    | Gerd Kolbert                         | 05.   | 48:41  | 35:25    |
| 1973/74 | Verbandsliga Nord                  | IV    | Gerd Kolbert                         | 06.   | 42:43  | 32:28    |
| 1974/75 | Verbandsliga Nord                  | V 2   | Gerd Kolbert                         | 02.   | 71:43  | 41:19    |
| 1975/76 | Verbandsliga Nord                  | V     | Gerd Kolbert                         | 04.   | 54:30  | 36:24    |
| 1976/77 | Verbandsliga Nord                  | V     | Bata Tijanic                         | 01.   | 59:23  | 46:14    |
| 1977/78 | Landesliga Niedersachsen           | IV    | Bata Tijanic                         | 02.   | 52:35  | 38:22    |
| 1978/79 | Landesliga Niedersachsen           | IV    | Bata Tijanic                         | 14.   | 50:53  | 24:36    |
| 1979/80 | Verbandsliga Niedersachsen         | IV    | Alfred Simon / Bernhard Fecht        | 14.   | 27:64  | 21:39    |
| 1980/81 | Verbandsliga Niedersachsen         | IV    | Hans-Werner Janssen / Bata Tijanic   | 15.   | 36:103 | 13:47    |
| 1981/82 | Landesliga West                    | V     | Bata Tijanic                         | 13.   | 45:54  | 23:37    |
| 1982/83 | Landesliga West                    | V     | Anton Lindemann + Alfred Dannen      | 07.   | 32:42  | 29:31    |
| 1983/84 | Landesliga West                    | V     | Anton Lindemann + Alfred Dannen      | 08.   | 48:51  | 31:29    |
| 1984/85 | Landesliga West                    | V     | Anton Lindemann + Alfred Dannen      | 11.   | 54:57  | 30:30    |
| 1985/86 | Landesliga West                    | V     | Alfred Dannen                        | 16.   | 37:54  | 20:40    |
| 1986/87 | Bezirksoberliga Weser-Ems          | VI    | Hans-Dieter Perlbach                 | 08.   | 58:56  | 34:30    |
| 1987/88 | Bezirksoberliga Weser-Ems          | VI    | Rolf Bimpage                         | 15.   | 47:72  | 21:39    |
| 1988/89 | Bezirksliga Nord                   | VII   | Rolf Bimpage / Uli Hebig             | 02.   | 73:35  | 44:20    |
| 1989/90 | Bezirksoberliga Weser-Ems          | VI    | Uli Hebig                            | 12.   | 51:58  | 24:36    |
| 1990/91 | Bezirksoberliga Weser-Ems          | VI    | Lothar Priebe                        | 03.   | 43:27  | 37:19    |
| 1991/92 | Bezirksoberliga Weser-Ems          | VI    | Lothar Priebe                        | 01.   | 72:26  | 48:12    |
| 1992/93 | Landesliga West                    | V     | Lothar Priebe                        | 03.   | 62:44  | 36:24    |
| 1993/94 | Landesliga West                    | V     | Georg Belke                          | 04.   | 60:47  | 38:26    |
| 1994/95 | Verbandsliga West                  | V     | Georg Belke                          | 02.   | 54:43  | 37:19    |
| 1995/96 | Verbandsliga West                  | V     | Hans-Joachim Dube                    | 08.   | 36:38  | 39       |
| 1996/97 | Niedersachsenliga West             | V     | Hans-Joachim Dube                    | 15.   | 41:55  | 26       |
| 1997/98 | Landesliga Weser-Ems               | VI    | Werner Pastorek                      | 08.   | 55:49  | 40       |
| 1998/99 | Landesliga Weser-Ems               | VI    | Werner Pastorek                      | 09.   | 70:54  | 50       |
| 1999/00 | Landesliga Weser-Ems               | VI    | Werner Pastorek                      | 01.   | 60:27  | 61       |
| 2000/01 | Niedersachsenliga West             | V     | Heino Müller                         | 07.   | 53:53  | 42       |
| 2001/02 | Niedersachsenliga West             | V     | Heino Müller                         | 15.   | 59:67  | 40       |
| 2002/03 | Landesliga Weser-Ems               | VI    | Heino Müller                         | 01.   | 71:37  | 59       |
| 2003/04 | Niedersachsenliga West             | V     | Ralf Ammermann                       | 14.   | 35:61  | 25       |
| 2004/05 | Landesliga Weser-Ems               | VI    | Ralf Ammermann                       | 01.   | 71:31  | 64       |
| 2005/06 | Niedersachsenliga West             | V     | Ralf Ammermann                       | 16.   | 36:70  | 18       |
| 2006/07 | Bezirksoberliga Weser-Ems          | VI    | Johann Lünemann                      | 01.   | 54:18  | 67       |
| 2007/08 | Niedersachsenliga West             | V     | Johann Lünemann / Ralf Ammermann     | 10.   | 50:53  | 41       |
| 2008/09 | Oberliga Niedersachsen West        | V     | Ralf Ammermann                       | 07.   | 75:62  | 55       |
| 2009/10 | Oberliga Niedersachsen West        | V     | Ralf Ammermann                       | 17.   | 0–:–   | – 3      |
| 2010/11 | Bezirksliga Weser-Ems 1            | VII   | Wlodzimierz Pikula                   | 08.   | 67:53  | 50       |
| 2011/12 | Bezirksliga Weser-Ems 1            | VII   | Wlodzimierz Pikula                   | 01.   | 78:29  | 69       |
| 2012/13 | Landesliga Weser-Ems               | VI    | Wlodzimierz Pikula / Werner Pastorek | 12.   | 40:58  | 39       |
| 2013/14 | Landesliga Weser-Ems               | VI    | Werner Pastorek                      | 14.   | 49:64  | 37       |
| 2014/15 | Landesliga Weser-Ems               | VI    | Uwe Frieling / Harry Drent           | 08.   | 65:46  | 54       |
| 2015/16 | Landesliga Weser-Ems               | VI    | Jerzy Klukowski / Michael Zuidema    | 15.   | 49:64  | 32       |
| 2016/17 | Bezirksliga Weser-Ems 1            | VII   | Michael Zuidema                      | 02.   | 103:23 | 71       |
| 2017/18 | Bezirksliga Weser-Ems 1            | VII   | Michael Zuidema                      | 06.   | 61:46  | 43       |
| 2018/19 | Bezirksliga Weser-Ems 1            | VII   | Michael Zuidema                      | 01.   | 102:22 | 72       |
| 2019/20 | Landesliga Weser-Ems               | VI    | Michael Zuidema                      | 07.   | 26:25  | Ø 1,39 4 |
| 2020/21 | Landesliga Weser-Ems               | VI    | Michael Zuidema                      | 0-    | 0–:–   | – 5      |

## Persönlichkeiten
| - Timo Ehle - Sandy Enge - Gerd Ihns | - Marek Janssen - Jens Jaschob - Josef Piontek - Valentin Plavčić | - Mario-Ernesto Rodríguez - Sherif Touré - Horst Witzler |